# 茶外茶

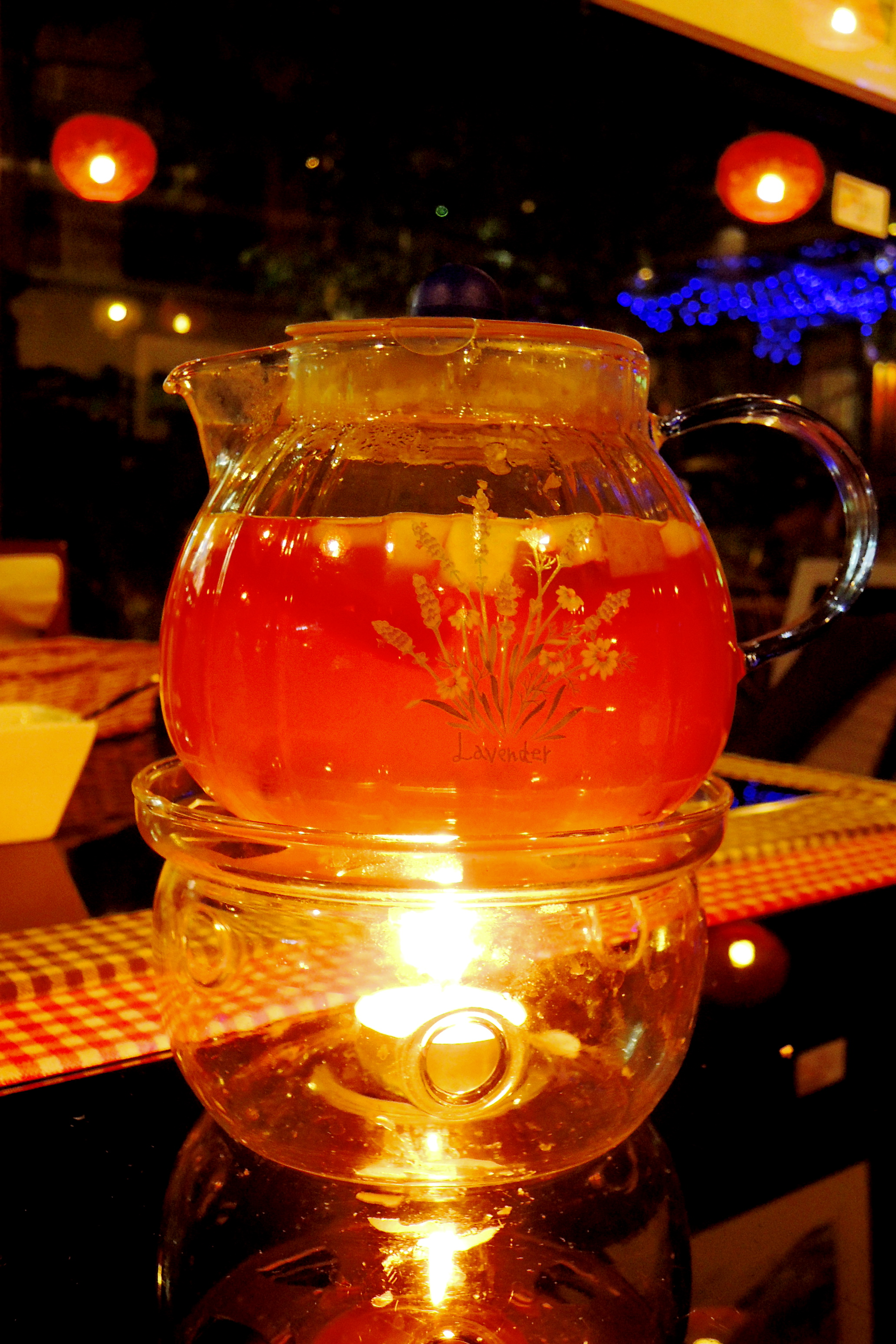
以透明玻璃茶具盛載的水果茶，茶壺下設有小蠟燭以作保溫用。

茶外茶，又稱代用茶，是指一些採用類似茶叶的饮用方式、被稱為「茶」，但並非以茶葉作為原料製作而成的飲料，較常見有用植物的花、叶、种子、根、果實泡制的草本茶，當中又可細分為以水果泡製水果茶、用各种药材泡制的凉茶等。還有些會使用動物、礦物等為原料。